# Severin Schlüter

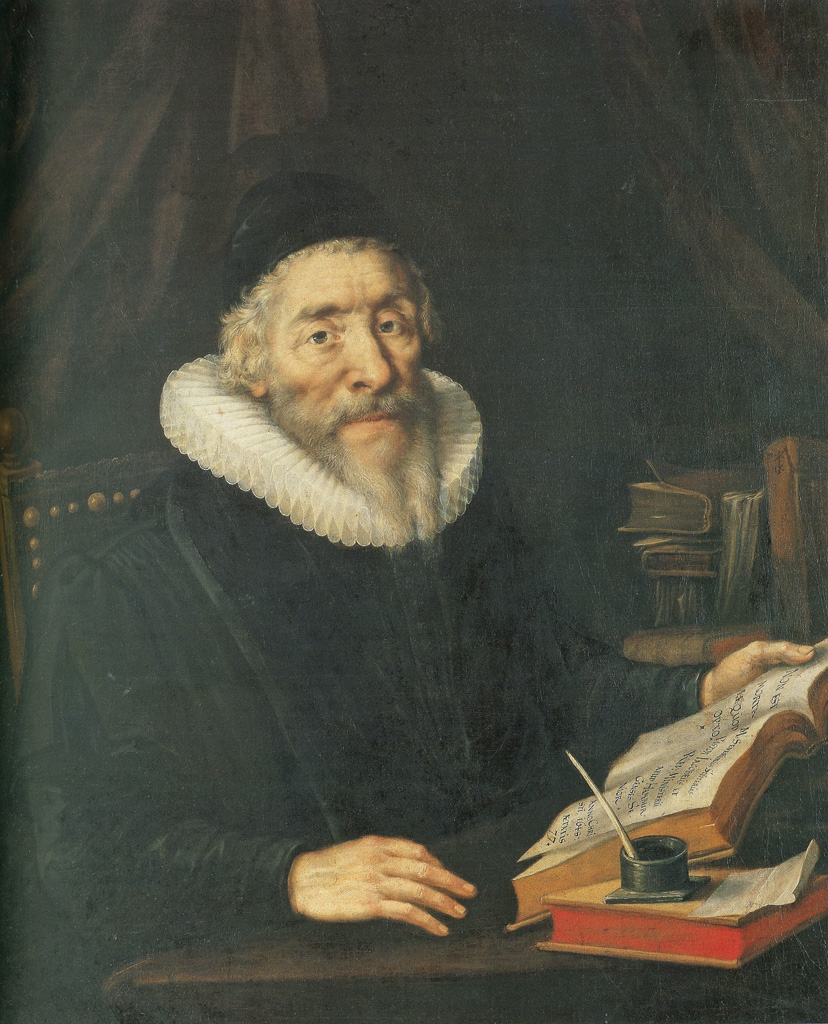
Porträt Severin Schlüter von David Kindt, 1648, Museum für Hamburgische Geschichte

Severin Schlüter (auch: Slüter; * 18. Oktober 1571 in Halle (Westf.); † 16. Juli 1648 in Hamburg) war ein deutscher Schulmann und evangelischer Theologe.

## Leben
Geboren als Sohn des Bürgermeistersohns Berend Slüter und Lucretia Ludwig (Ladewig) («Tochter des Gogreven Severin Ludwig oder Ladewig zu Versmold im Ravensbergischen, unveit Halle»), besuchte er die Gymnasien in Herford und Osnabrück. Dort erwarb er sich die Reife, eine Hochschule besuchen zu können und frequentierte im Anschluss die Universitäten in Köln, Erfurt und Helmstedt. Nachdem er sich in Helmstedt den akademischen Grad eines Magisters der Philosophie erworben hatte, bekleidete er verschiedene Hauslehrer- und Hofmeisterstellen. 1603 ging er als Konrektor an das Gymnasium Athenaeum Stade, wo er im Folgejahr das Rektorat übernahm und Bekanntschaft mit Johann Arndt machte.
Von diesem Amt wurde er 1613 als Prediger nach Bücken in der Grafschaft Hoya berufen. 1615 wurde er Pastor in Winsen (Aller). Am 22. April 1617 wurde er zum Hauptpastor der St. Jakobikirche in Hamburg berufen. Nachdem er dieses Amt am 20. Juni 1617 angetreten hatte, hielt er von 1621 bis 1625 theologische Vorlesungen am dortigen Akademischen Gymnasium und wurde 1646 als Senior des Hamburger Geistlichen Ministeriums der Sprecher der lutherischen Pfarrerschaft von Hamburg.
Slüter gehörte zu den bedeutendsten selbstständigen Theologen seiner Zeit. So fand er nicht nur von Johann Arndt Anerkennung in seiner Arbeit, auch Johann Gerhard lobte seine Ausführungen. Sein Index expurgatorius hispanicus von 1667, landete auf dem Index und durfte nicht gelesen werden. Genealogisch wäre anzumerken, dass er sich mit Maria Funke (1583–1651), der Tochter des Pfarrers Daniel Funke (Funck) zu Rethem, vermählt hatte. In dieser Ehe sind 12 Kinder entstanden, wobei die meisten Kinder schon im Kindesalter verstarben. Einzig seine Tochter Catharina und der spätere Hamburger Bürgermeister Johann Schlüter erlebten das Erwachsenenalter.

## Werkauswahl
1. Disputatio Logica ex c. IX ad Romanor methodo Ramea concinnata, qua controversiae de aeterna Dei electione ac reprobatione modeste deciduntur. Hamburg 1597
2. Anatomia Logicae Rameae. Hamburg 1607
3. Anatomia Logicae Aristoteleae. Hamburg 1610
4. Antithesis Philantropiae divinae & misanthropiae Calvinianae circa aeternam hominum salutem qua ostenditur, Deum valle omnes hommes salvos fieri, & nullum aeterno exitio, absoluto decreto destinasse. Hamburg 1611
5. Commentarius in Petri Rami dialecticam. Hamburg 1612
6. Diascursus theologicus de unione essentialium patrium S. Coena. Braunschweig 1616
7. Syncrisis controversiarum, quae a Ramaeis & Peripateticis motae sunt. Darmstadt 1608
8. Disputatio ex Cap. IX. Epist. Ad Romanos